# Trận chung kết Giải vô địch bóng đá thế giới 1986
Trận chung kết Giải vô địch bóng đá thế giới 1986 là trận đấu bóng đá diễn ra ngày 29 tháng 6 năm 1986 tại sân vận động Azteca ở Thành phố México giữa hai đội Argentina và Tây Đức để xác định nhà vô địch của giải vô địch bóng đá thế giới 1986. Và sau 90 phút đá chính thức, đội Argentina giành chức vô địch với chiến thắng 3–2 đầy nghẹt thở. Đây là lần thứ 2 đội tuyển Argentina giành được chức vô địch của giải bóng đá lớn nhất hành tinh, sau lần đầu vào năm 1978.

## Đường đến trận chung kết
| Team      | Pld | W | D | L | GF | GA | GD | Pts |
| --------- | --- | - | - | - | -- | -- | -- | --- |
| Argentina | 3   | 2 | 1 | 0 | 6  | 2  | +4 | 5   |
| Ý         | 3   | 1 | 2 | 0 | 5  | 4  | +1 | 4   |
| Bulgaria  | 3   | 0 | 2 | 1 | 2  | 4  | −2 | 2   |
| Hàn Quốc  | 3   | 0 | 1 | 2 | 4  | 7  | −3 | 1   |

| Team     | Pld | W | D | L | GF | GA | GD | Pts |
| -------- | --- | - | - | - | -- | -- | -- | --- |
| Đan Mạch | 3   | 3 | 0 | 0 | 9  | 1  | +8 | 6   |
| Tây Đức  | 3   | 1 | 1 | 1 | 3  | 4  | −1 | 3   |
| Uruguay  | 3   | 0 | 2 | 1 | 2  | 7  | −5 | 2   |
| Scotland | 3   | 0 | 1 | 2 | 1  | 3  | −2 | 1   |

## Chi tiết
| Argentina                                | 3–2      | Tây Đức                     |
| ---------------------------------------- | -------- | --------------------------- |
| Brown 23' · Valdano 56' · Burruchaga 84' | Chi tiết | Rummenigge 74' · Völler 81' |

| Argentina | Tây Đức |

|                  |    |                     |     |     |
|                  |    |                     |     |     |
| GK               | 18 | Nery Pumpido        | 85' |     |
| SW               | 5  | José Luis Brown     |     |     |
| CB               | 9  | José Cuciuffo       |     |     |
| CB               | 19 | Oscar Ruggeri       |     |     |
| RWB              | 14 | Ricardo Giusti      |     |     |
| LWB              | 16 | Julio Olarticoechea | 77' |     |
| DM               | 2  | Sergio Batista      |     |     |
| CM               | 12 | Héctor Enrique      | 81' |     |
| AM               | 10 | Diego Maradona (c)  | 17' |     |
| SS               | 7  | Jorge Burruchaga    |     | 90' |
| CF               | 11 | Jorge Valdano       |     |     |
| Thay người:      |    |                     |     |     |
| MF               | 21 | Marcelo Trobbiani   |     | 90' |
| Huấn luyện viên: |    |                     |     |     |
| Carlos Bilardo   |    |                     |     |     |

|                   |    |                           |     |     |
|                   |    |                           |     |     |
| GK                | 1  | Harald Schumacher         |     |     |
| SW                | 17 | Ditmar Jakobs             |     |     |
| CB                | 4  | Karlheinz Förster         |     |     |
| CB                | 2  | Hans-Peter Briegel        | 62' |     |
| RWB               | 14 | Thomas Berthold           |     |     |
| LWB               | 3  | Andreas Brehme            |     |     |
| CM                | 6  | Norbert Eder              |     |     |
| CM                | 8  | Lothar Matthäus           | 21' |     |
| AM                | 10 | Felix Magath              |     | 62' |
| CF                | 11 | Karl-Heinz Rummenigge (c) |     |     |
| CF                | 19 | Klaus Allofs              |     | 46' |
| Thay người:       |    |                           |     |     |
| FW                | 9  | Rudi Völler               |     | 46' |
| FW                | 20 | Dieter Hoeneß             |     | 62' |
| Huấn luyện viên:  |    |                           |     |     |
| Franz Beckenbauer |    |                           |     |     |

Cầu thủ xuất sắc nhất trận:

Karl-Heinz Rummenigge (Tây Đức)

Trọng tài chính

Romualdo Arppi Filho (Brasil)

Trợ lý trọng tài

Erik Fredriksson (Thụy Điển)

Berny Ulloa Morera (Costa Rica)